# Future Pop
Future Pop, auch Futurepop geschrieben, ist ein in den späten 1990er Jahren entstandener Stil der Elektronischen Tanzmusik mit klaren, tanzbaren Songstrukturen im 4/4-Takt. Er wird unterschiedlich eingeordnet und einerseits als Mischung aus EBM, Techno und Synthiepop charakterisiert, andererseits als chartkompatibler Dance-Techno der schwarzen Szene bezeichnet.
Future Pop weist fließende Übergänge zum Electro und anderen benachbarten Musikstilen auf. Die Bezeichnung Future Pop setzte sich nach der Jahrtausendwende durch. Hauptvertreter des Stils sind bzw. waren die aus der Electro-Szene stammenden Projekte Apoptygma Berzerk, VNV Nation, Rotersand und Covenant.

## Namensherkunft
Innerhalb des popmusikalischen Kontextes trat die Bezeichnung Future Pop erstmals in dem gleichnamigen, im September 1983 publizierten Buch Future Pop: Music for the Eighties des Autors Peter L. Noble in Erscheinung und wurde 15 Jahre später für einen Roman von M. G. Burgheim verwendet (Buchbesprechung auch im Zillo, Heft 11/1999). Allerdings nimmt auch Ronan Harris, Sänger von VNV Nation, für sich in Anspruch, die Bezeichnung geprägt zu haben. Nach der Jahrtausendwende wurde sie verstärkt für die Protagonisten des Stils, wie bspw. Icon of Coil, genutzt. Gleichzeitig erschienen unter der Bezeichnung erste Kompilationen auf den deutschen Labels Angelstar (Future Pop: The Best of Modern Electronic, 2001) und Zoomshot Media Entertainment (Future Pop Generation, 2002).

## Merkmale
Future Pop ist ein elektronischer Musikstil ohne Gitarreneinsatz, bei dem Techno-ähnliche Trackstrukturen und durchgängige Rhythmen um die 140 BPM überwiegen. Üblich sind harmonische Strukturen, eingängige Melodien und die Instrumentierung mit virtuell-analogen Synthesizern. Beliebte Modelle sind der Access Virus und der Roland JP8000. Letzterer ist für die Einführung der SuperSaw-Wellenform berühmt, die auch in Techno und Trance gerne verwendet wird. Im Gegensatz zu anderen technoid geprägten Genres wie Hellektro ist die Musik deutlich melodischer und pop-orientierter. Teilweise werden deutliche Parallelen zum Dance gesehen:

„Genau genommen lassen sich keine zwingenden Unterschiede zu chartkompatiblem Dance-Techno feststellen, außer dass die mit dem Begriff ‚Future Pop‘ belegten Protagonisten eben innerhalb der Schwarzen Szene zu finden sind und die Grundstimmung der Stücke doch etwas düsterer als in üblichen Techno-Veröffentlichungen anmutet. […] ‚Party machen‘ ist hierbei ein wichtiger Aspekt.“

## Geschichte
Erste Versuche einer Überlagerung gab es bereits Anfang und Mitte der 1990er Jahre. So griff unter anderem das zum Duo geschrumpfte Electro-Pop-Projekt Camouflage vereinzelt Techno- und Trance-Elemente auf und hatte mit der Maxi Suspicious Love (1993) einigen Erfolg. Die Electro-Wave-Formation Fortification 55 veröffentlichte 1995 ihr viertes Album Trancemigration, auf dem es zu ähnlichen Experimenten kam. Das Album floppte allerdings, da zu jener Zeit keine geeignete Zielhörerschaft vorhanden war. Gleichartige Entwicklungen ließen sich auch bei anderen deutschen Gruppen, wie Boytronic (Blue Velvet, 1995), Delay (Soul Cremation, 1995), Distain! (Remote Control, 1996) oder Rame (Space’s Embrace, 1996), beobachten.
Zur selben Zeit erschienen die Maxi Non-Stop Violence (1995) sowie das Album 7 (1996) von Apoptygma Berzerk, auf denen sich bereits einige Veränderungen gegenüber den vorangegangenen Veröffentlichungen der Band bemerkbar machten. So besitzen sowohl Non-Stop Violence als auch die Stücke Deep Red und Love Never Dies bereits technoide Grundstrukturen. Drei Jahre später kam die Maxi Eclipse auf den Markt. Eclipse gilt hierbei als eines der ersten Future-Pop-Stücke. Parallel dazu veröffentlichte das irisch/britische Projekt VNV Nation das Album Empires (1999), von dem insbesondere die Lieder Rubicon und Standing in dasselbe Umfeld steuern.
Der Erfolg ließ nicht lange auf sich warten. So konnte das schwedische Projekt Covenant einen Deal mit Sony Music Entertainment verbuchen und Apoptygma Berzerk schafften zusammen mit VNV Nation den Sprung in die Media-Control-Charts. Alle drei Bands waren zuvor im Elektro- und Electro-Pop-Bereich aktiv, gelten allerdings durch ihre zunehmende Hinwendung zum Trance als stilprägend für Future Pop.

## Rezeption
Future Pop wird in Deutschland überwiegend innerhalb der so genannten Schwarzen Szene gehört. Aufgrund der starken Orientierung an der kommerziellen Dance- und Popmusik und der zahlreichen Bands, die die Einflüsse ihrer Vorreiter zumeist unreflektiert wiedergaben, ist der Future Pop vor allem bei älteren Szeneanhängern umstritten.

„Die Bezeichnung ‚Futurepop‘ hat bei vielen Fans der schwarz-elektronischen Musik einen negativen Beigeschmack: Auch gerne als ‚Weiberelectro‘ bezeichnet (oder war das schon wieder was anderes?), steht das Wort vielfach für einfallslose, weichgespülte, technoid-poppige Tanzmusik für schwarzgewandete Disco-Girlies.“

Das verstärkte Aufkommen des Genres löste bereits Ende der 1990er Jahre zunehmend szeneinterne Konflikte aus, sodass sich vor allem traditionelle Goths von den herkömmlichen Szenepartys abwandten und gothic-rock-, dark-wave- bzw. death-rock-spezifische Veranstaltungen organisierten:

„Es gibt inzwischen regelrechte »Anti-Future-Pop«-Veranstaltungen. Wenn das schon auf dem Flyer steht, ist das ein Anzeichen dafür, dass die Leute langsam genug davon haben.“

In anderen Ländern, wie den Vereinigten Staaten, ist das Publikum dagegen heterogen zusammengesetzt und hauptsächlich im Alternative-Umfeld beheimatet.

## Weiberelectro™
Im Laufe der 1990er-Jahre begannen verschiedene Elektro-Projekte verstärkt damit, Pop- und Dance-Elemente in ihre Musik zu integrieren. Interpreten wie Evils Toy und Funker Vogt zogen dadurch immer häufiger auch weibliche Clubgänger auf die Tanzfläche. Im Zuge dessen kam es auch zu Überschneidungen mit dem simultan entstehenden Future-Pop-Trend. 
Als der ehemalige Veranstalter und Musikjournalist Niels Fischborn durch seine DJ-Tätigkeiten und Tanzflächenanalysen bemerkte, welchen Einfluss die Musik auf die geschlechterspezifische Zusammensetzung nahm, kreierte er den Ausdruck Weiberelectro™ als humorvolle Sammelbezeichnung für leicht konsumierbare Elektronik-Produktionen. Fischborn startete 2000/2001 eine gleichnamige Satire-Webseite zur „Skizzierung der Zusammenhänge zwischen dem weiblichen Hormon Östrogen und zeitgenössischer elektronischer Musik“ und veranstaltete mehrere Themen-Partys, darunter im Bochumer Zwischenfall.

## Bedeutende Vertreter
| - Apoptygma Berzerk - Assemblage 23 - Blutengel - Colony 5 - Covenant - Culture Kultür | - Edge of Dawn - T.O.Y. (ehemals Evils Toy) - God Module - Icon of Coil - Kramm - mind.in.a.box / (THYX) | - NamNamBulu - Neuroticfish - Rotersand - Seabound - Soil & Eclipse - Solitary Experiments - VNV Nation |